# Campeonato Mundial Sub-20 de Futsal de 2024 (AMF)
- No se toman en cuenta los goles por W.O. de los partidos de  Marruecos debido al retiro del equipo africano del mundial.

El Campeonato Mundial Sub-20 de Futsal de la AMF 2024 fue la tercera edición de este torneo y participaron 11 selecciones nacionales. Se disputó del 18 al 24 de noviembre del 2024 y su sede fue en el municipio español de Balaguer, de la comunidad autónoma de Cataluña en España. El torneo lo organizó la Asociación Mundial de Futsal (AMF) y la Federación Catalana de Fútbol de Salón (FCFS). Este fue el séptimo mundial que se disputó y se desarrolló en el marco de la guerra deportiva entre la AMF vs. FIFUSA por el dominio del fútbol de salón luego de la división que se generó por la refundación de la FIFUSA a mediados del 2022 separándose de la política de la AMF.
El portero catalán, Rocco De Ponte, fue galardonado con el premio a Mejor Jugador del torneo (MVP), adquiriendo el Balón de Oro del Mundial sub-20.
David Luminkonski, jugador de Brasil, premiado como máximo goleador con 12 goles.
Y la selección de Colombia obtuvo la valla menos vencida, galardonando así a Deivid Giraldo y Santiago Carrillo con el Guante de Oro.

## Antecedentes

### Elección de la sede
- Argentina: Originalmente, Argentina fue escogida como sede para el torneo del 24 de septiembre al 1 de octubre del 2023.[1] Sin embargo Argentina se desafilió de la AMF.

- Cataluña: En el congreso del mundial femenino de futsal en 2022, después de la desafiliación de Argentina, se definió el calendario de varios torneos de clubes y selecciones. Entre ellos el mundial Sub-20 AMF que fue delegado a Cataluña en Barcelona, España. Luego de dos años se cambió la sede a Balaguer.[2]

### División en el fútbol de salón colombiano
A mediados del 2021 se presentó un sismo en el microfútbol colombiano que separó y empezó a marcar una división en el fútbol de salón a nivel mundial. Esto fue debido a un sindicato deportivo llamado Asociación de Clubes de Fútbol de Salón (ACFS) que se formó con el objetivo de crear sus propios torneos nacionales. Este sindicato se creó para estar en contra de los manejos políticos y económicos de la Federación Colombiana de Fútbol de Salón (FCFS), generando que el fútbol de salón en Colombia tuviera dos ligas de este deporte.
Después este sindicato pasó a llamarse Asociación Colombiana de Clubes de Fútbol de Salón para poder representar a Colombia en los torneos internacionales teniendo y resaltando la palabra Clubes en su organización para evitar temas de demandas por parte de la FCFS.

### Reelección de Rolando Juan Alarcón Ríos
A finales de 2021, más específicamente en noviembre mientras se desarrollaba el mundial Sub-15 en Paraguay se realizaron las elecciones presidenciales de la AMF. Por un lado estaba Rolando Juan Alarcón Ríos buscando su sexto mandato y por el otro bando Bonettini deseaba ser presidente con Manuel Sánchez Aguirre como vicepresidente. Al final ganó Alarcón y sumo su sexto mandato como presidente de la AMF 2021-2025 y aquí fue un punto de inflexión porque esto no fue bien visto por Bonettini y Sánchez quienes luego de meses se fueron de la AMF para refundar a la FIFUSA.

### Altercado en el torneo Zona Sur
En el día 7 de abril del 2022 se presentó un fuerte altercado por una gran y acalorada discusión en la semifinal entre los equipos Simón Bolívar, de Paraguay y el Colorado, de Brasil; los grandes incidentes que se registraron en ese partido llevaron a la suspensión inmediata del mismo con fuertes y drásticas futuras sanciones para los implicados.
La Asociación Mundial de Futsal decidió suspender a ambos equipos de la competencia y declarar a José Meza, otro equipo paraguayo, campeón del torneo, ya que estaba clasificado para la final tras vencer en su llave semifinalista a Jave, un equipo uruguayo, a quien se le otorgó el tercer lugar en el torneo. También José Meza y Jave fueron elegidos para representar a la Zona Sur en la Copa de las Américas ya que está competencia era un clasificatorio a este torneo próximo a realizarse. 
También para Colorado y Simón Bolívar recibieron unas fuertes sanciones económicas por los incidentes que se presentaron ya que no iba con los lineamientos de la AMF. Mientras que la Federación Paraguaya de Fútbol de Salón (FPFS) aceptó la decisión, la Confederación Brasileña de Futsal (CFSB) protestó por las supuestas injustas medidas aplicadas sobre este percance.
Esto generó semillas de discordia entre la AMF contra la CFSB y posteriormente con los que no estaban de acuerdo con los dirigentes y jugadores que no estaban alienados con sus administraciones, manejos y políticas. Estas diferencias en el futuro se iban a terminar acrecentando y aflorando en los próximos años.

### Desafiliación de Argentina y Brasil
Argentina liderada por la Confederación Argentina de Fútbol de Salón se desafilió de la AMF a comienzos de 2022 mientras que Brasil y su organización, la Confederación de Fútbol de Salón de Brasil (CFSB) luego de los incidentes del torneo zona sur también de desafilió de la AMF.

### Refundación de la FIFUSA
Luego Argentina (CAFS), Brasil (CFSB), Colombia (ACFS) armaron la refundación de la Federación Internacional de Fútbol de Salón (FIFUSA) en dos torneos en los cuales uno lo ganó Barrancabermeja FSC que fue de carácter amistoso y el otro fue la primera continental cup de clubes y el equipo de BGA 400 años se coronó campeona. En este torneo se refundó la FIFUSA y definieron el calendario de los próximos torneos a nivel de clubes y selecciones.

### Mundiales FIFUSA vs AMF
El primer mundial que se desarrolló después de la división entre AMF vs. FIFUSA fue el Mundial Femenino AMF 2022 en octubre. Luego con muchas dificultades entre aplazamientos en marzo de 2023 se llevó a cabo el Mundial Femenino FIFUSA 2023 con algunas polémicas y suspicacias entre selecciones de dudosa procedencia. A fin de año la AMF llevó el Mundial AMF 2023 en dónde solo llegaron 14 selecciones mientras que la FIFUSA aplazó el Mundial Sub-20 de Comodoro, Rivadavia originalmente en septiembre por falta de selecciones.
En 2024 la FIFUSA aplazó por un mes otra vez el Mundial Sub-20 FIFUSA estipulado en febrero hasta marzo de ese mismo año. También solo confirmaron siete selecciones entre cinco sudamericanos y dos africanos de las cuales los dos equipos de África no se presentaron y solo hicieron el mundial que parecía un pentagonal sudamericano amistoso. Luego la AMF llevó a cabo el Mundial Sub-17 AMF 2024 que tantos dificultades le había traído hacer a finales de mayo debido a que originalmente debía realizarse este torneo en 2020. Entre tanto cambio de sedes y postulaciones que no terminaban de la mejor manera ya que trataron de hacerlo en 2022, 2023 y 2024, concluyendo en fracasos.
Pasado varios meses, la FIFUSA realiza el Mundial FIFUSA 2024 a mediados de agosto. Aunque existieron varias polémicas que empañaron y mancharon el mundial como la baja asistencia del público, como también la legalidad de algunos equipos y para concluir el pésimo servicio de hotelería a algunas delegaciones.

### Mundial FIFUSA Sub-20
Luego de desafiliarse Argentina de la AMF a mediados de 2022 trató de hacer un mundial que estaba programado en la AMF en Comodoro en 2022. Decidieron armar ese torneo a mediados de septiembre de 2023 luego de realizar con problemas el mundial femenino. Sin embargo ese mundial se postergó debido a la falta de equipos solo teniendo la garantía de 3 selecciones nacionales.
Luego quedó estructurado el torneo mundialista para febrero de 2024 con seis selecciones y lo aplazaron un mes después teniendo intenciones de traer otros equipos quedando para marzo. Originalmente tenía la intención de llevar siete selecciones nacionales, cinco de ellas sudamericanas y dos africanas:
- Argentina
- Brasil
- Chile
- Colombia
- Ecuador
- Kenia[18]
- República Democrática del Congo
- Rusia: Según este artículo tenían la intención de traer al seleccionado ruso para completar ocho selecciones. Sin embargo esta idea fue totalmente descartada debido al conflicto bélico entre Rusia contra Ucrania.[19]

Al final solo llegaron las selecciones sudamericanas y no llegaron las selecciones africanas haciendo un mundial de cinco selecciones.

### Cataluña es nueva sede
Debido a esto la AMF en el congreso mientras se llevaba a cabo el mundial femenino de futsal en Colombia en el año 2022 definió el cronograma de los torneos en los años venideros. Uno de ellos fue el mundial Sub-20 y la nueva sede fue Cataluña. En un principio se escogió a Barcelona como el epicentro del torneo, aunque después se trasladó el mundial a Balaguer siendo la segunda vez que es sede de un mundial de la AMF en general, la primera vez fue en el mundial femenino en 2017.

## Sede
La sede en la que se llevó a cabo el mundial fue en Balaguer, en Cataluña y el estadio en el que se desarrolló todos los partidos del torneo es en el Pabellón 1 de Octubre.
| Balaguer              |
| Pabellón 1 de Octubre |
| Capacidad: 2.000      |
|                       |

## Calendario
Este fue el calendario de los partidos del mundial:
| FG | Fase de grupos | 9°-12° | Play-Offs Eliminados FG | CF | Cuartos de final y Eliminados 9°-12° | SF | Semifinales y Play-Offs Eliminados QF | F | Final, 3°-4° y 5°-8° |

| Noviembre de 2024      | 18 Lun | 19 Mar | 20 Mié | 21 Jue         | 22 Vie        | 23 Sáb           | 24 Dom            |
| ---------------------- | ------ | ------ | ------ | -------------- | ------------- | ---------------- | ----------------- |
| Fase (no. de partidos) | FG (5) | FG (5) | FG (5) | P-O 9°-12° (1) | CF 9°-12° (5) | SF P-O 5°-8° (4) | F 3°-4° 5°-8° (4) |

## Transmisión
La transmisión oficial fue llevada a cabo por el canal de Twitch Movida Deportiva TV y en Colombia se llevó esa trasmisión por Canal 13 en Colombia.

## Equipos participantes
En cursiva, los equipos debutantes.
En negrita, el equipo anfitrión.
| Confederación                                                  | Selección | Clasificación                  |
| -------------------------------------------------------------- | --------- | ------------------------------ |
| CSFS (Sudamérica) (4 cupos)                                    | Paraguay  | (Campeón) 2018                 |
| CSFS (Sudamérica) (4 cupos)                                    | Brasil    | (3.er puesto) 2018             |
| CSFS (Sudamérica) (4 cupos)                                    | Colombia  |                                |
| CSFS (Sudamérica) (4 cupos)                                    | Uruguay   |                                |
| AFEFS (Europa) (4 cupos)                                       | Cataluña  | (Anfitrión) (4.to puesto) 2018 |
| AFEFS (Europa) (4 cupos)                                       | Francia   |                                |
| AFEFS (Europa) (4 cupos)                                       | Italia    |                                |
| AFEFS (Europa) (4 cupos)                                       | Mónaco    |                                |
| AFEFS (Europa) (4 cupos)                                       | Suiza     |                                |
| CONCACFUTSAL (Norteamérica, Centroamérica y El Caribe (1 cupo) | México    |                                |
| CAFUSA (África) (1 cupo)                                       | Marruecos |                                |
| CAFS (Asia) (1 cupo)                                           | India     |                                |
| OFC (Oceanía) (1 cupo)                                         | Australia |                                |

- Suiza estuvo previamente clasificado al mundial confirmado por la AMF. Luego por una razón desconocida fue reemplazada por  Mónaco.
- Marruecos estaba clasificada al mundial pero por motivos desconocidos no se presentó al torneo sin poder ser sustituido.

Este es un vídeo de la presentación de las doce selecciones clasificadas al mundial Sub-20.

### Posibles equipos clasificados

#### Nivel 1
- Cataluña: 17 de noviembre de 2022
- México: 23 de enero de 2024
- Italia: 27 de marzo de 2024
- Australia: 12 de abril de 2024
- Colombia: 30 de mayo de 2024
- Paraguay: 30 de mayo de 2024
- Brasil: 30 de mayo de 2024
- Uruguay: 30 de mayo de 2024
- Francia: 30 de mayo de 2024
- India: 9 de agosto de 2024
- Marruecos: 9 de agosto de 2024
- Mónaco: 22 de octubre de 2024

- Las selecciones de Colombia, Paraguay, México, Brasil, Uruguay clasificaron al mundial Sub-20 por las posiciones obtenidas en el mundial Sub-17. Uruguay consiguió su clasificación al vencer por penales a Ecuador mientras que Brasil por vencer a Bolivia. Ambos partidos se dieron por los Play-Offs de los partidos de consolación por el cuadro definitivo del quinto al octavo lugar.

#### Nivel 2
- Perú: 11 de octubre de 2023
- Ecuador: 28 de octubre de 2023
- Bolivia: 24 de noviembre de 2023
- Canadá: 23 de diciembre de 2023

#### Previa del torneo
La selección italiana tenía programado un triangular amistoso con las selecciones de Mónaco y Suiza. Al final solo se tienen datos del partido disputado ante Mónaco.
Uruguay confirmó a Enrique Paradizo como el entrenador y técnico oficial de la selección charrúa.
Suiza ha elegido a Max Cocomazzi como director técnico y entrenador del equipo de la selección nacional. Aunque luego la selección de Suiza no fue rectificada como clasificada al mundial sin ningún motivo e información al respecto sobre ello.

## Sistema de juego
Los 12 equipos participantes se dividirán en tres grupos de cuatro equipos cada uno. Dentro de cada grupo, cada equipo jugará tres partidos, uno contra cada uno de los demás miembros del grupo. Según el resultado de cada partido se otorgan dos puntos al ganador, uno a cada equipo en caso de empate y ninguno al perdedor. 
Divididos en tres grupos, los 16 equipos se enfrentarán entre sí en tres fechas, clasificándose los 2 mejores de cada grupo y también los dos mejores terceros. Los equipos eliminados en fase de grupos disputarán los partidos de ubicación de los últimos lugares, teniendo en cuenta sus puntos y su diferencia de gol.
Con un total de 8 equipos clasificados a cuartos de final, se llevarán a cabo enfrentamientos con eliminación directa. Los perdedores de estos enfrentamientos continuarán jugando para definir los puestos del quinto al octavo; por otro lado, los ganadores de cada llave se vieron en semifinales para definir los dos mejores equipos del mundial, quienes jugarán para conocer al campeón del certamen.
Las 12 selecciones nacionales disputarán los partidos de la fase de grupos. Los clasificados a la siguiente fase jugarán los cuartos de final los días y los cuatro ganadores afrontaron los partidos correspondientes a las semifinales y los enfrentamientos de las semifinales del quinto al octavo lugar.
Los perdedores de las semifinales del quinto al octavo puesto se cruzarán por en un partidos por el séptimo lugar y los ganadores por el quinto lugar. Los perdedores de las llaves de semifinales se enfrentarán en el partido por el tercer puesto y los ganadores disputarán la final.

## Sorteo
El sorteo se llevó a cabo el 22 de octubre de 2024 a las 17:00 horas de Cataluña, España. Los 12 equipos se dividieron en tres grupos de cuatro equipos, con el anfitrión Cataluña asignado automáticamente en la línea 1.

### Líneas
| Línea 1                  | Línea 2                   | Línea 3                  | Línea 4              |
| ------------------------ | ------------------------- | ------------------------ | -------------------- |
| Cataluña Paraguay Brasil | Colombia Italia Marruecos | Australia Uruguay México | Francia Mónaco India |

### Grupos
Tras el sorteo, los grupos quedaron de la siguiente manera:
| Grupo A                        | Grupo B                          | Grupo C                          |
| ------------------------------ | -------------------------------- | -------------------------------- |
| Brasil Marruecos Uruguay India | Paraguay Italia Australia Mónaco | Cataluña Colombia México Francia |

Tras la ausencia de  Marruecos los grupos quedaron de la siguiente manera.
| Grupo A              | Grupo B                          | Grupo C                          |
| -------------------- | -------------------------------- | -------------------------------- |
| Brasil Uruguay India | Paraguay Italia Australia Mónaco | Cataluña Colombia México Francia |

## Primera fase
- Los horarios corresponden a la hora de Cataluña (Balaguer) (UTC+2).
- Ítems: Pts: puntos; J: jugados; G: ganados; E: empatados; P: perdidos; GF: goles a favor; GC: goles en contra; Dif: diferencia de goles.

### Grupo A
| Grupo A   | Pts | J | G | E | P | GF | GC | Dif |
| --------- | --- | - | - | - | - | -- | -- | --- |
| Brasil    | 6   | 3 | 3 | 0 | 0 | 24 | 3  | +21 |
| Uruguay   | 4   | 3 | 2 | 0 | 1 | 26 | 6  | +20 |
| India     | 2   | 3 | 1 | 0 | 2 | 3  | 38 | -35 |
| Marruecos | 0   | 3 | 0 | 0 | 3 | 0  | 6  | -6  |

| 18 de noviembre de 2024 | Marruecos | 0:2 (W.0) | India | Pabellón 1 de Octubre, Balaguer |  |
|                         |           | Reporte   |       |                                 |  |

| 18 de noviembre de 2024 | Uruguay | 3:5 (0:2) | Brasil | Pabellón 1 de Octubre, Balaguer |  |
| 17:00                   |         | Reporte   |        |                                 |  |

| 19 de noviembre de 2024 | Uruguay | 21:1 (11:1) | India | Pabellón 1 de Octubre, Balaguer |  |
| 10:00                   |         | Reporte     |       |                                 |  |

| 19 de noviembre de 2024 | Brasil | 2:0 (W.0) | Marruecos | Pabellón 1 de Octubre, Balaguer |  |
|                         |        | Reporte   |           |                                 |  |

| 20 de noviembre de 2024 | Brasil | 17:0 (7:0) | India | Pabellón 1 de Octubre, Balaguer |  |
| 12:00                   |        | Reporte    |       |                                 |  |

| 20 de noviembre de 2024 | Marruecos | 0:2 (W.O) | Uruguay | Pabellón 1 de Octubre, Balaguer |  |
|                         |           | Reporte   |         |                                 |  |

### Grupo B
| Grupo B   | Pts | J | G | E | P | GF | GC | Dif |
| --------- | --- | - | - | - | - | -- | -- | --- |
| Paraguay  | 6   | 3 | 3 | 0 | 0 | 23 | 5  | +18 |
| Italia    | 4   | 3 | 2 | 0 | 1 | 16 | 10 | +6  |
| Australia | 1   | 3 | 0 | 1 | 2 | 9  | 16 | -7  |
| Mónaco    | 1   | 3 | 0 | 1 | 2 | 7  | 24 | -17 |

| 18 de noviembre de 2024 | Italia | 9:1 (2:0) | Mónaco | Pabellón 1 de Octubre, Balaguer |  |
| 11:00                   |        | Reporte   |        |                                 |  |

| 18 de noviembre de 2024 | Paraguay | 7:1 (2:0) | Australia | Pabellón 1 de Octubre, Balaguer |  |
| 13:00                   |          | Reporte   |           |                                 |  |

| 19 de noviembre de 2024 | Australia | 5:5 (1:2) | Mónaco | Pabellón 1 de Octubre, Balaguer |  |
| 12:00                   |           | Reporte   |        |                                 |  |

| 19 de noviembre de 2024 | Paraguay | 6:3 (4:2) | Italia | Pabellón 1 de Octubre, Balaguer |  |
| 16:00                   |          | Reporte   |        |                                 |  |

| 20 de noviembre de 2024 | Italia | 4:3 (3:2) | Australia | Pabellón 1 de Octubre, Balaguer |  |
| 14:00                   |        | Reporte   |           |                                 |  |

| 20 de noviembre de 2024 | Paraguay | 10:1 (4:1) | Mónaco | Pabellón 1 de Octubre, Balaguer |  |
| 16:00                   |          | Reporte    |        |                                 |  |

### Grupo C
| Grupo C  | Pts | J | G | E | P | GF | GC | Dif |
| -------- | --- | - | - | - | - | -- | -- | --- |
| Colombia | 6   | 3 | 3 | 0 | 0 | 19 | 2  | +17 |
| Cataluña | 4   | 3 | 2 | 0 | 1 | 7  | 6  | +1  |
| México   | 2   | 3 | 1 | 0 | 2 | 6  | 9  | -3  |
| Francia  | 0   | 3 | 0 | 0 | 3 | 5  | 20 | -15 |

| 18 de noviembre de 2024 | Francia | 2:12 (1:7) | Colombia | Pabellón 1 de Octubre, Balaguer |  |
| 15:00                   |         | Reporte    |          |                                 |  |

| 18 de noviembre de 2024 | Cataluña | 4:1 (1:1) | México | Pabellón 1 de Octubre, Balaguer |  |
| 20:00                   |          | Reporte   |        |                                 |  |

| 19 de noviembre de 2024 | Francia | 2:5 (1:2) | México | Pabellón 1 de Octubre, Balaguer |  |
| 14:00                   |         | Reporte   |        |                                 |  |

| 19 de noviembre de 2024 | Cataluña | 0:4 (0:1) | Colombia | Pabellón 1 de Octubre, Balaguer |  |
| 20:00                   |          | Reporte   |          |                                 |  |

| 20 de noviembre de 2024 | Colombia | 3:0 (1:0) | México | Pabellón 1 de Octubre, Balaguer |  |
| 18:00                   |          | Reporte   |        |                                 |  |

| 20 de noviembre de 2024 | Cataluña | 3:1 (1:0) | Francia | Pabellón 1 de Octubre, Balaguer |  |
| 20:00                   |          | Reporte   |         |                                 |  |

## Mejores terceros
Los dos mejores de los terceros puestos avanzaron a la segunda ronda.
| Pos. | Equipo    | Gr | Pts | J | G | E | P | GF | GC | Dif |
| ---- | --------- | -- | --- | - | - | - | - | -- | -- | --- |
| 1.   | México    | C  | 2   | 3 | 1 | 0 | 2 | 6  | 9  | -3  |
| 2.   | Australia | B  | 1   | 3 | 0 | 1 | 2 | 9  | 16 | -7  |
| 3.   | India     | A  | 2   | 3 | 1 | 0 | 2 | 3  | 38 | -35 |

- A pesar de que  India tiene una victoria en escritorio ante la ausencia de  Marruecos, en el campo de juego no ganó un partido ni sumó un punto. Por ende no clasifica como un mejor tercero.

## Consolación 9.° al 12.° puesto

### Tabla de eliminados
| N.º | Equipo    | Gr | Pts | J | G | E | P | GF | GC | Dif |
| --- | --------- | -- | --- | - | - | - | - | -- | -- | --- |
| 9   | India     | 3A | 2   | 3 | 1 | 0 | 2 | 3  | 38 | -35 |
| 10  | Mónaco    | 4B | 1   | 3 | 0 | 1 | 2 | 7  | 24 | -17 |
| 11  | Francia   | 4C | 0   | 3 | 0 | 0 | 3 | 5  | 20 | -15 |
| 12  | Marruecos | 4A | 0   | 3 | 0 | 0 | 3 | 0  | 6  | -6  |

Bajo esta lógica los enfrentamientos son los siguientes:
Partidos de clasificación del 9.° al 12.° puesto
- 3A° vs. 4B°  India vs.  Mónaco
- 4A° vs. 4C°  Marruecos vs.  Francia

### Cuadro general 9° - 12° puesto
|  | Play-Offs 9.°- 12.° | Play-Offs 9.°- 12.° |         |        | Noveno puesto       | Noveno puesto       |  |
|  |                     |                     |         |        |                     |                     |  |
|  |                     |                     |         |        |                     |                     |  |
|  | India               | 5                   |         |        |                     |                     |  |
|  | India               | 5                   |         |        |                     |                     |  |
|  | Mónaco              | 16                  |         |        |                     |                     |  |
|  | Mónaco              | 16                  |         | Mónaco | 5                   |                     |  |
|  |                     |                     |         | Mónaco | 5                   |                     |  |
|  |                     |                     | Francia | 6      |                     |                     |  |
|  | Marruecos           | 0                   | Francia | 6      |                     |                     |  |
|  | Marruecos           | 0                   |         |        |                     |                     |  |
|  | Francia             | 2                   |         |        | Decimoprimer puesto | Decimoprimer puesto |  |
|  | Francia             | 2                   |         |        | Decimoprimer puesto | Decimoprimer puesto |  |
|  |                     |                     |         |        |                     |                     |  |
|  |                     |                     |         |        | India               | 2                   |  |
|  |                     |                     |         |        | India               | 2                   |  |
|  |                     |                     |         |        | Marruecos           | 0                   |  |
|  |                     |                     |         |        | Marruecos           | 0                   |  |
|  |                     |                     |         |        |                     |                     |  |

### Semifinales 9.º - 12.º puesto
| 21 de noviembre de 2024 | India | 5:16 | Mónaco | Pabellón 1 de Octubre, Balaguer |  |
| 10:00                   |       |      |        |                                 |  |

| 21 de noviembre de 2024 | Marruecos | 0:2 (W.O.) | Francia | Pabellón 1 de Octubre, Balaguer |  |
| 12:00                   |           |            |         |                                 |  |

### Decimoprimer puesto
| 22 de noviembre de 2024 | India | 2:0 (W.O.) | Marruecos | Pabellón 1 de Octubre, Balaguer |  |
| 10:00                   |       |            |           |                                 |  |

### Noveno puesto
| 22 de noviembre de 2024 | Mónaco | 5:6 (3:3) | Francia | Pabellón 1 de Octubre, Balaguer |  |
| 12:00                   |        |           |         |                                 |  |

## Fase final

### Cuadro general
|  | Quinto puesto  | Quinto puesto  |           |   | Play-Offs 5.º - 8.º puesto | Play-Offs 5.º - 8.º puesto |               |       | Cuartos de final | Cuartos de final |          |   | Semifinales   | Semifinales   |  |  | Final | Final |
|  |                |                |           |   |                            |                            |               |       |                  |                  |          |   |               |               |  |  |       |       |
|  |                |                |           |   |                            |                            |               |       |                  |                  |          |   |               |               |  |  |       |       |
|  |                |                |           |   |                            |                            |               |       |                  |                  |          |   |               |               |  |  |       |       |
|  |                |                |           |   |                            |                            |               |       | Brasil           | 6                |          |   |               |               |  |  |       |       |
|  |                |                |           |   |                            |                            |               |       | Brasil           | 6                |          |   |               |               |  |  |       |       |
|  |                |                | Australia | 0 |                            |                            |               |       |                  |                  |          |   |               |               |  |  |       |       |
|  |                | Australia      | Australia | 0 | 1                          |                            |               |       |                  | Brasil           | 1        |   |               |               |  |  |       |       |
|  |                |                |           |   | 1                          |                            |               |       |                  | Brasil           | 1        |   |               |               |  |  |       |       |
|  |                |                | México    | 3 |                            |                            | Colombia      | 5     |                  |                  |          |   |               |               |  |  |       |       |
|  | Colombia       | 6              | México    | 3 |                            |                            | Colombia      | 5     |                  |                  |          |   |               |               |  |  |       |       |
|  | Colombia       | 6              |           |   |                            |                            |               |       |                  |                  |          |   |               |               |  |  |       |       |
|  |                |                | México    | 0 |                            |                            |               |       |                  |                  |          |   |               |               |  |  |       |       |
|  | México (p.)    | 1 (3)          | México    | 0 |                            |                            | Colombia (p.) | 3 (3) |                  |                  |          |   |               |               |  |  |       |       |
|  | México (p.)    | 1 (3)          |           |   |                            |                            | Colombia (p.) | 3 (3) |                  |                  |          |   |               |               |  |  |       |       |
|  | Cataluña       | 1 (2)          |           |   | Paraguay                   | 3 (1)                      |               |       |                  |                  |          |   |               |               |  |  |       |       |
|  | Cataluña       | 1 (2)          | Paraguay  | 4 | Paraguay                   | 3 (1)                      |               |       |                  |                  |          |   |               |               |  |  |       |       |
|  |                |                | Paraguay  | 4 |                            |                            |               |       |                  |                  |          |   |               |               |  |  |       |       |
|  |                |                | Cataluña  | 2 |                            |                            |               |       |                  |                  |          |   |               |               |  |  |       |       |
|  | Séptimo puesto | Séptimo puesto | Cataluña  | 2 | Cataluña                   | 4                          |               |       |                  |                  | Paraguay | 4 | Tercer puesto | Tercer puesto |  |  |       |       |
|  | Séptimo puesto | Séptimo puesto |           |   | Cataluña                   | 4                          |               |       |                  |                  | Paraguay | 4 | Tercer puesto | Tercer puesto |  |  |       |       |
|  |                |                |           |   | Italia                     | 3                          |               |       | Uruguay          | 2                |          |   |               |               |  |  |       |       |
|  | Australia      | 5              | Uruguay   | 5 | Italia                     | 3                          | Brasil        | 5     | Uruguay          | 2                |          |   |               |               |  |  |       |       |
|  | Australia      | 5              | Uruguay   | 5 |                            |                            | Brasil        | 5     |                  |                  |          |   |               |               |  |  |       |       |
|  | Italia (t.s.)  | 7              |           |   | Italia                     | 2                          |               |       | Uruguay          | 3                |          |   |               |               |  |  |       |       |

### Cuartos de final
| 22 de noviembre de 2024 | Brasil | 6:0 (3:0) | Australia | Pabellón 1 de Octubre, Balaguer |  |
| 14:00                   |        | Reporte   |           |                                 |  |

| 22 de noviembre de 2024 | Uruguay | 5:2 (1:0) | Italia | Pabellón 1 de Octubre, Balaguer |  |
| 16:00                   |         | Reporte   |        |                                 |  |

| 22 de noviembre de 2024 | Colombia | 6:0 (2:0) | México | Pabellón 1 de Octubre, Balaguer |  |
| 18:00                   |          | Reporte   |        |                                 |  |

| 22 de noviembre de 2024 | Paraguay | 4:2 (2:1) | Cataluña | Pabellón 1 de Octubre, Balaguer |  |
| 20:00                   |          | Reporte   |          |                                 |  |

### Play-Offs 5.º - 8.º puesto
| 23 de noviembre de 2024 | México | 3:1 (0:1) | Australia | Pabellón 1 de Octubre, Balaguer |  |
| 14:00                   |        |           |           |                                 |  |

| 23 de noviembre de 2024 | Cataluña | 4:3 (1:0) | Italia | Pabellón 1 de Octubre, Balaguer |  |
| 16:00                   |          |           |        |                                 |  |

### Séptimo puesto
| 24 de noviembre de 2024 | Australia | 5:7 (5:5, 2:1) (t. s.)(0:2 t. s.) | Italia | Pabellón 1 de Octubre, Balaguer |  |
| 12:00                   |           |                                   |        |                                 |  |

### Quinto puesto
| 24 de noviembre de 2024 | México | 1:1 (1:1, 1:1) (t. s.)(0:0 t. s.)(3:2 p.) | Cataluña | Pabellón 1 de Octubre, Balaguer |  |
| 14:00                   |        |                                           |          |                                 |  |

| Tiros desde el punto penal |                  |     |                  |  |
|                            | Acierto de penal | 1:1 | Acierto de penal |  |
|                            | Acierto de penal | 2:1 | Fallo de penal   |  |
|                            | Acierto de penal | 3:2 | Acierto de penal |  |

### Semifinales
| 23 de noviembre de 2024 | Uruguay | 2:4 (1:1) | Paraguay | Pabellón 1 de Octubre, Balaguer |  |
| 18:00                   |         | Reporte   |          |                                 |  |

| 23 de noviembre de 2024 | Colombia | 5:1 (0:1) | Brasil | Pabellón 1 de Octubre, Balaguer |  |
| 20:00                   |          | Reporte   |        |                                 |  |

### Tercer puesto
| 24 de noviembre de 2024 | Brasil | 5:3 (2:1) | Uruguay | Pabellón 1 de Octubre, Balaguer |  |
| 17:00                   |        |           |         |                                 |  |

### Final
| 24 de noviembre de 2024 | Colombia                                        | 3:3 (3:3, 1:1) (t. s.)(0:0 t. s.)(3:1 p.) | Paraguay                                               | Pabellón 1 de Octubre, Balaguer |  |
| 19:00                   | Jaider Morales · Leonardo Barbosa · Gilder Puin | Reporte                                   | Abelardo Melgarejo · Víctor Aguilar · Eduardo Riquelme |                                 |  |

| Tiros desde el punto penal |                  |     |                  |                |
| Sebastián Carrillo         | Acierto de penal | 1:1 | Acierto de penal | Víctor Aguilar |
| Juan David Giraldo         | Acierto de penal | 2:1 | Fallo de penal   | Michel Saucedo |
| Jaider Morales             | Acierto de penal | 3:1 |                  |                |

|                              |
| Bandera de Colombia          |
| Campeón Colombia 1.er Título |

## Medallero
|          |          |        |
| Colombia | Paraguay | Brasil |

## Tabla general
| Pos. | Equipo    | Pts | J | G | E | P | GF | GC | Dif. | Rend. |
| ---- | --------- | --- | - | - | - | - | -- | -- | ---- | ----- |
| 1    | Colombia  | 11  | 6 | 5 | 1 | 0 | 33 | 6  | +27  | 91,6% |
| 2    | Paraguay  | 11  | 6 | 5 | 1 | 0 | 34 | 12 | +22  | 91,6% |
| 3    | Brasil    | 10  | 6 | 5 | 0 | 1 | 36 | 11 | +25  | 83,3% |
| 4    | Uruguay   | 6   | 6 | 3 | 0 | 3 | 36 | 17 | +19  | 50%   |
| 5    | México    | 5   | 6 | 2 | 1 | 3 | 10 | 17 | -7   | 41,6% |
| 6    | Cataluña  | 7   | 6 | 3 | 1 | 2 | 14 | 14 | 0    | 58,3% |
| 7    | Italia    | 6   | 6 | 3 | 0 | 3 | 28 | 24 | +4   | 50%   |
| 8    | Australia | 1   | 6 | 0 | 1 | 5 | 15 | 32 | -17  | 8,33% |
| 9    | Francia   | 4   | 5 | 2 | 0 | 3 | 13 | 25 | -12  | 40%   |
| 10   | Mónaco    | 3   | 5 | 1 | 1 | 3 | 28 | 35 | -7   | 30%   |
| 11   | India     | 4   | 5 | 2 | 0 | 3 | 10 | 54 | -44  | 40%   |
| 12   | Marruecos | 0   | 5 | 0 | 0 | 5 | 0  | 10 | -10  | 0%    |

## Premios y reconocimientos

### Goleador
| Jugador           | Equipo | Goles |
| ----------------- | ------ | ----- |
| David Luminkonski | Brasil | 12    |

### Valla menos vencida
| Jugador                                                              | Selección | Goles |
| -------------------------------------------------------------------- | --------- | ----- |
| Deivid Esteban Giraldo Barrera, y Santiago Humberto Carrillo Moncada | Colombia  | 6     |

### Mejor jugador
| Jugador        | Selección |
| -------------- | --------- |
| Rocco De Ponte | Cataluña  |